# Aeroport Internacional de Belfast
|  | Per a altres significats, vegeu «Aeroport de la Ciutat de Belfast». |

L'Aeroport Internacional de Belfast (Aerfort Idirnáisiúnta Bhéal Feirste en gaèlic irlandès i Belfast International Airport en anglès) és l'aeroport més gran que dona servei a la ciutat de Belfast i està situat a 21.3 km nord-oest de la capital nord-irlandesa. Antigament s'anomenava Aeroport d'Aldergrove.

## Aerolínies i destinacions
| Aerolínies           | Destinacions |
| -------------------- | --- |
| Aer Lingus           | Alacant, Arrecife, Londres-Heathrow, Màlaga & Tenerife-Sud De temporada: Barcelona, Faro, Las Palmas de Gran Canaria |
| Air Australia        | De temporada: Larnaca |
| Austrian Airlines    | De Temporada: Innsbruck |
| BH Air               | De temporada: Burgas |
| EasyJet              | Alacant, Amsterdam, Barcelona, Bristol, Edimburg, Faro, Glasgow-Internacional, Kraków, Liverpool, Londres-Gatwick, Londres-Luton, Londres-Southend, Londres-Stansted, Màlaga, Malta, Manchester, Newcastle upon Tyne, París-Charles de Gaulle, De temporada: Ginebra, Illa d'Eivissa, Niça, Palma |
| Jet2.com             | Leeds/Bradford De temporada: Alacant, Blackpool, Dubrovnik, Faro, Ginebra, Illa d'Eivissa, Jersey, Menorca, Múrcia, Palma, Pisa & Plovdiv |
| Thomas Cook Airlines | Arrecife, Las Palmas de Gran Canaria, Tenerife-Sud De temporada: Alicante, Antalya, Bodrum, Dalaman, Fuerteventura, Heraklion, Illa d'Eivissa, İzmir, Larnaca, Lleida-Alguaire, Palma, Reus |
| Thomson Airways      | De temporada: Arrecife, Bodrum, Burgas, Dalaman, Faro, Illa d'Eivissa, Las Palmas de Gran Canaria, Màlaga, Menorca, Palma, Reus, Tenerife-Sud |
| United Airlines      | Newark (Nova York) |